# 畠山智行
畠山 智行（はたけやま ともゆき、1965年10月14日 - ）は、フリーランス俳優。青森県出身。函館大学卒業。身長177cm・体重88kg。特技はギター演奏・歌。

## 主な出演作品

### 舞台
- オペラ魔笛
- ハムレット
- 結婚する手続き
- マクベス
- リア王
- ジュリアスシーザー
- きつねの女房
- トラップ一家物語
- トムソーヤの冒険
- 赤毛のアン
- アルプスの少女ハイジ
- 若草物語
- 小公女セーラ
- 友情
- 母さん
- ダンス
- 小公子セディー
- オリバー・ツイスト
- Never Never Land
- ロミオとジュリエット
- ノーレシピ
- 宮澤賢治
- 国家〜魏伝、桓武と最澄とその時代
- トラブルショー
- 宇宙劇ウレシパモシリ
- LET IT BE

### 映画
- はぐれ刑事純情派
- 押忍!!空手部
- 十三人の刺客
- さらば大戦士トゥギャザーV - 白石清彦 役

### ドラマ
- おかしな2人
- 男と女・雨のち晴れ
- 秋の感涙SP
- おかしな2人 天城越えオネェ旅 女郎蜘蛛伝説殺人事件
- お黙りコンビ 芸能界殺しのパズル
- 社長が震える日
- 水着でKISS ME
- メディウム（東京MX）
- 津軽八戸先生（東京MX）津軽八戸先生役
- 冥府のメイド (2015年2月10日、東京MX) - 閻魔大王 役
- レガリア（東京MX）

### ラジオ
- 風の丘を越えて

### Vシネマ
- 追跡48時間
- 神風タクシー
- リアメイド

### CM
- ヤクルトタフマン

### CD
- 津軽魂〜青い森〜（2015年5月6日リリース）

### ライブ
- 津軽弁ウダウダライブ2013VOL.1〜VOL.6（下北沢ピカイチ）
- 津軽弁ウダウダライブ2014VOL.7〜VOL.18（下北沢ピカイチ）
  - 青森友達100人できるかな青森ツアー参加
- 津軽弁ウダウダライブ2015VOL.19〜VOL.27（下北沢ピカイチ）
  - 津軽魂　あどがらしみでくらね！！2015　青森、函館ツアー